# Calcare compatto
Il calcare compatto è un tipo di materiale da costruzione utilizzato per costruzioni, pavimentazioni, rivestimenti di interni ed esterni di palazzi. La varietà pietra paesina viene talvolta usata in gioielleria, ma viene anche utilizzato per fare delle statue.

## Varietà e caratteristiche
- Mèdolo di colore bianco-rosato, proveniente dalle Prealpi bresciane, viene detto anche "marmo di Botticino";[2]
- pietra aurisina: di colore bianco-grigio, proveniente da Trieste;[2]
- pietra di Trani di colore bianco o giallastro;[2]
- "rosso ammonitico" di colore rossastro, proveniente da Verona e altre zone d'Italia, in cui i fossili di ammoniti all'interno possono raggiungere i 10 centimetri;[2]
- calcare di Vicenza di colore giallastro;[2]
- pietra paesina dalle colorazioni che creano l'effetto di paesaggi, proveniente dalla Toscana;[2]
- pietra litografica con fossili, proveniente dalla Germania;[2]
- maiolica di colore bianco, con noduli di selce nera, proveniente dalle Prealpi lombarde;[2]

La roccia può formare dei fenomeni carsici tipo doline, inghiottitoi, e grotte.

## Origine e giacitura
La roccia si forma per la depositazione di gusci e scheletri di animali e vegetali marini che vivono su di una scogliera e che formano depositi di calcare.

## Luoghi di ritrovamento
Oltre ai su citati luoghi vi sono:
- in Italia: Monte Grappa, Carso, Grotta Gigante presso Trieste, nella provincia di Trapani, Varenna.[2]
- Altri luoghi: Belgio.[2]